# Mănăstirea Bezdin
Mănăstirea Bezdin (în sârbă Манастир Бездин, cu alfabetul latin: Manastir Bezdin) este o mănăstire a comunității sârbe, situată în apropiere de satul Munar, județul Arad, pe malul drept al râului Mureș.
Ansamblul de monumente este format din următoarele monumente:
- Biserica „Adormirea Maicii Domnului” (cod LMI AR-II-m-A-00632.01)
- Incintă cu chilii (cod LMI AR-II-m-A-00632.02)

## Imagini

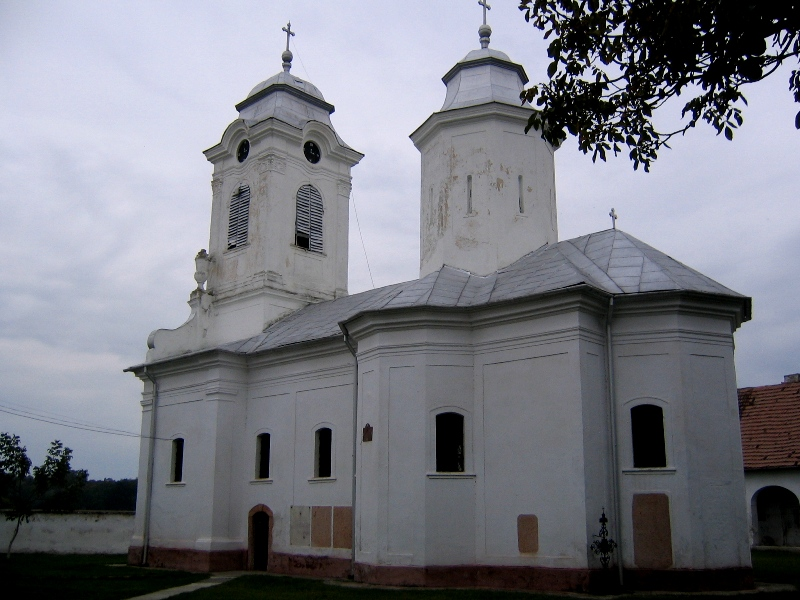
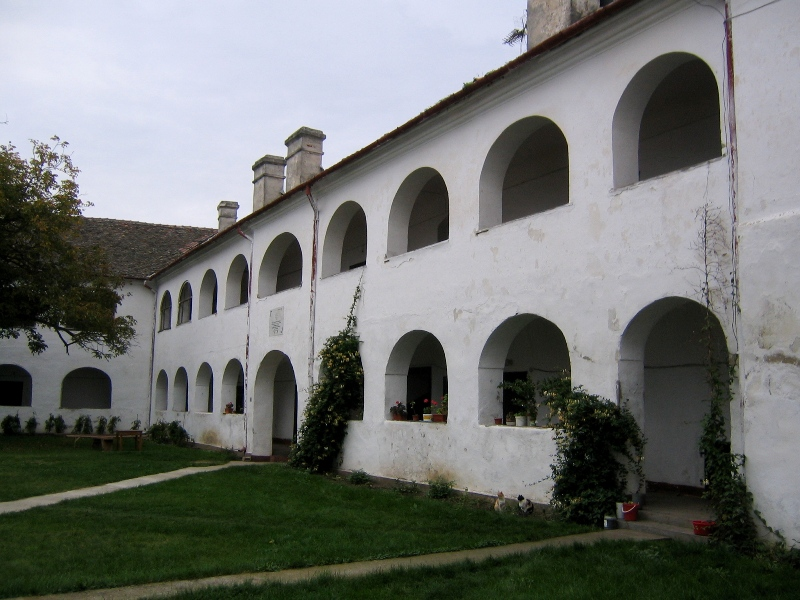

## Vezi și
- Sava Vuković (episcop)

 Acest articol despre o mănăstire din România este deocamdată un ciot. Puteți ajuta Wikipedia prin completarea lui !